# Jacques Dutronc
Jacques Dutronc (París 28 d'abril de 1943) és un cantautor i actor francès.
Com a cantant, va ser molt popular als anys seixanta del segle xx, l'era de la cançó protesta i del ié-ié. El primer àlbum Jacques Dutronc de 1966 conté cançons que romanen populars fins avui. Llança una sèrie de successos «Et moi et moi et moi», «Mini mini mini», «Les Play Boys», «Les Cactus», «J'aime les filles», «Il est cinq heures Paris s'éveille», «L'Hôtesse de l'Air», «L'Opportuniste», totes amb lletra de Jacques Lanzmann (1927-2006).
L'any 1973, Jacques Dutronc va començar una carrera com a actor de cinema, amb Antoine et Sébastien, de Jean-Marie Périer. Després va treballar, entre d'altres, amb Claude Lelouch, Andrzej Żuławski (1975 L'important és estimar), Jean-Luc Godard, Jean-Pierre Mocky i Claude Chabrol.
El 2014 i el 2017, va formar el trio Les Vieilles Canailles amb Eddy Mitchell i Johnny Hallyday.
El 1992 va guanyar el César al millor actor per Van Gogh, de Maurice Pialat, on interpreta el paper del pintor. L'any 2005 va rebre un César honorífic per tota la seva trajectòria.
Es va casar amb la cantant Françoise Hardy el 1981, amb qui vivia des de 1967 i té un fill, Thomas, també músic i cantant. Es van separar sense divorciar-se. Des del 1997 viu amb Sylvie Duval, tot i mantenir una amistat amb qui sempre és la seva dona.

## L'oportunista
Extret de la cançó «L'oportunista», escrit poc després de maig 1968, una cançó «de tots els temps». Nicola Sirkis del grup Indochine en va publicar una versió el 1982, que va reproduir el 2015 en duo amb Dutronc. Segons el crític Olivier Cachin, «no només parla del món de la política, però se'l pot aplicar al món del cinema o de la música.
En el context de les eleccions presidencials franceses de 2022, amb son fill Thomas Dutronc, va sortir una versió de «L'opportuniste» amb la melodia modernitzada, però com diu el fill «sense tocar la lletra perquè sempre roman d'actualitat».
| «                                  | L'opportuniste (extrait) Je suis pour le communisme Je suis pour le socialisme Et pour le capitalisme Parce que je suis opportuniste […] Il y en a qui contestent Qui revendiquent et qui protestent Moi je ne fais qu'un seul geste Je retourne ma veste Toujours du bon côté | L'opportunista (extret) Estic a favor del comunisme Estic a favor del socialisme I del capitalisme Perquè sóc oportunista […] N'hi ha que discuteixen, reclamen i protesten Jo, només faig un moviment Canvio de camisa Sempre del bon costat | » |
| — Jacques Dutronc/Jacques Lanzmann | | |   |